# 公啟入道親王
公啟入道親王（1732年4月12日—1772年8月14日），俗名寬義，幼名俊宮，是日本江戶時代中期的入道親王，生父母是閑院宮直仁親王及左衛門佐讃岐，閑院宮典仁親王的同母兄，也是中御門天皇的養子。

## 經歷
享保二十年（1735年）後入室曼殊院，寬保三年（1743年）十二月受親王宣下，賜名寬義，及後次年（寬保四年、1744年）十二月得度，法號良啟。寬延三年（1750年）十月成為公遵法親王付弟，次年（寬延四年、1752年）改法號公啟，到寶曆五年（1755年）二月叙一品。同時，他在寶曆十二年（1762年）五月至十一月擔任天台座主，至明和九年七月去世。
| 宗教頭銜          | 宗教頭銜                                      | 宗教頭銜          |
| ----------------- | --------------------------------------------- | ----------------- |
| 前任： 公遵法親王 | 毘沙門堂門跡 第34世                           | 繼任： 公璋法親王 |
| 前任： 公遵法親王 | 輪王寺門跡 第60世                             | 繼任： 公璋法親王 |
| 前任： 公遵法親王 | 寬永寺門跡 第8世                              | 繼任： 公璋法親王 |
| 前任： 慈仁法親王 | 曼殊院門跡 第45世                             | 繼任： 公璋法親王 |
| 前任： 堯恭法親王 | 天台座主 第208世 1762年7月9日－1762年11月30日 | 繼任： 堯恭法親王 |